# Stroud District
Stroud ist ein District in der Grafschaft Gloucestershire in England. Verwaltungssitz ist Stroud; weitere bedeutende Orte sind Dursley, Nailsworth und Wotton-under-Edge.
Der Bezirk wurde am 1. April 1974 gebildet und entstand aus der Fusion der Urban Districts Nailsworth und Stroud, der Rural Districts Dursley und Stroud sowie Teilen der Rural Districts Gloucester, Sodbury und Thornbury.

## Partnerschaften
Es besteht seit 1951 eine Partnerschaft mit dem Landkreis Göttingen in Niedersachsen.